# Malcolm Bowie
Malcolm Bowie (* 5. Mai 1943 in Aldeburgh, Suffolk; † 28. Januar 2007 in Cambridge) war ein britischer Romanist, Literatur- und Kulturwissenschaftler.

## Leben und Werk
Bowie studierte in Edinburgh und an der University of Sussex in Brighton and Hove. Dort promovierte er 1970 mit der Arbeit Henri Michaux. A study of his literary works (Oxford 1973). Er lehrte an der University of East Anglia in Norwich (1967–1969), in Cambridge (Clare College 1969–1976), als Professor für französische Sprache und Literatur am College Queen Mary, University of London (1976–1992), als Marshal Foch Professor of French Literature in Oxford (All Souls College 1992–2002), sowie als Master des Christ’s College (Cambridge) (2002–2007). Bowie war Herausgeber der Zeitschrift French Studies (1980–1987) und der Reihe Cambridge Studies in French (1980–1995). Er war Präsident der Association of University Professors of French (1982–1984), der Society for French Studies (1994–1996), der British Comparative Literature Association (1998–2004) und des European Humanities Research Centre (1998–2002). 

Bowie war Mitglied der British Academy (1993), der Royal Society of Literature und der Academia Europaea.

Malcolm Bowie war verheiratet mit der Romanistin Professor Alison Finch.

## Weitere Werke
- Mallarmé and the art of being difficult, Cambridge 1978
- (Hrsg.) Alison Fairlie, Imagination and language. Collected essays on Constant, Baudelaire, Nerval and Flaubert, Cambridge 1981
- (Hrsg. mit Alison Fairlie und Alison Finch) Baudelaire, Mallarmé, Valéry. New essays in honour of Lloyd Austin, Cambridge 1982
- Freud, Proust and Lacan. Theory as fiction, Cambridge 1984 (französisch: Paris 1988)
- Lacan, Cambridge 1991
- The morality of Proust. An inaugural lecture delivered before the University of Oxford on 25 November 1993, Oxford 1994
- (Hrsg.) Lloyd James Austin, Essais sur Mallarmé, Manchester 1995
- Proust among the stars, London 1998, New York 1999 (Truman Capote Award for Literary Criticism 2001)
- (mit Sarah Kay und Terence Cave) A short history of French literature, Oxford 2003
- (Hrsg. mit Gillian Beer and Beate Perrey) In(ter)discipline. New languages for criticism, London 2007 (Konferenz in Cambridge 2003)
- (Hrsg. Alison Finch) Selected Essays of Malcolm Bowie I and II: Dreams of Knowledge and Song Man, Oxford 2013.